# Avenida Brás de Pina
A Avenida Brás de Pina é um dos principais eixos viários da Zona Norte do Rio de Janeiro. Sendo uma das vias com o maior fluxo de veículos da região da Zona Norte conhecida como Zona da Leopoldina, liga o bairro da Penha a Vista Alegre. Corta os bairros da Penha Circular e Vila da Penha, além de servir de fronteira entre os bairros de Brás de Pina, Vista Alegre e Irajá. A via faz parte do trajeto do BRT Transcarioca entre os bairros da Penha e Penha Circular.

## Denominação
O nome da via se deve ao antigo proprietário das terras onde fica o bairro de mesmo nome, o empresário português Brás de Pina, que mantinha na região por onde a via passa um engenho de açúcar no século XVIII.

## Trajeto
A avenida inicia-se entre as Ruas Ibiapina e José Mauricio, onde fica a Estação Penha II do BRT Transcarioca, passando pelo Largo da Penha, Viadutos da Penha Circular, Praça do Carmo, Avenida Oliveira Belo, Largo do Bicão e terminando na esquina entre a Estrada da Água Grande e a Rua Itapera, em Vista Alegre. 
Entre Vista Alegre e Vila da Penha a via é mão dupla, da Vila da Penha até o entroncamento com a Avenida Vicente de Carvalho é mão única sentido Penha, voltando a ser mão dupla até a proximidade com o centro comercial da Penha, sendo mão única até o Largo da Penha onde passa o trafego de veículos para a Rua Monsenhor Alves da Rocha sentido Olaria. Trata-se hoje de um logradouro misto, contendo residências e estabelecimentos comerciais. Na via está localizada 4 estações do BRT Transcarioca: 
- Estação Penha I (Penha);
- Pastor José Santos (Penha);
- Guaporé (Penha Circular);
- Praça do Carmo (Penha Circular).

## Importantes Pontos
- Rua Ibiapina (passa o fluxo de ônibus do BRT Transcarioca sentido Terminal Alvorada);
- Rua dos Romeiros (calçadão da Penha);
- Largo da Penha (acesso ao Santuário Igreja da Penha, principal simbolo da Região da Leopoldina);
- Avenida Nossa Senhora da Penha (acesso a Vila Cruzeiro);
- Rua Plínio de Oliveira (calçadão da Penha);
- Rua Engenheiro Francisco Passos (popular "rua do valão", acesso ao Complexo da Penha);
- Rua Comandante Conceição (passa o fluxo de veículos vindos de Olaria, Ramos, Bonsucesso e Linha Amarela);
- Rua Dr. Weinschenk (acesso ao Hospital Estadual Getúlio Vargas);
- Avenida Lobo Junior (viadutos da Penha Circular, dá acesso e recebe veículos da Avenida Brasil, Rodovia Washington Luís e Mercado São Sebastião);
- Rua Bento Cardoso (recebe o fluxo de veículos em direção a Brás de Pina, Duque de Caxias, Vila da Penha, Vicente de Carvalho e Madureira);
- Rua Guaporé (passa o fluxo de veículos oriundos de Brás de Pina,  e Duque de Caxias);
- Praça do Carmo (ponto comercial da Penha Circular);
- Avenida Vicente de Carvalho (passa o fluxo de veículos vindos de Vicente de Carvalho e Madureira, além dos ônibus do BRT Transcarioca sentido Galeão);
- Rua Tomáz Lopes (Vila da Penha);
- Rua Ápia (passa o fluxo de veículos oriundos da Penha, Penha Circular e Brás de Pina);
- Avenida Oliveira Belo (Vila da Penha);
- Largo do Bicão (acesso Irajá, Brás de Pina, Vicente de Carvalho);
- Avenida Meriti (acesso Irajá, Brás de Pina, Vicente de Carvalho, Avenida Brasil e Rodovia Presidente Dutra);
- Avenida São Félix (Vista Alegre, acesso a Brás de Pina e Cordovil);
- Estrada da Água Grande (passa e recebe o fluxo de veículos oriundos de Irajá, Pavuna, Colégio e Cordovil);
- Rua Itapera (faz da Av. Brás de Pina sua extensão, passando o fluxo de veículos oriundos da Rodovia Presidente Dutra).

## Comércio, Lazer e Serviços
- Caixa Econômica Federal (Penha);
- Itaú Unibanco (Penha);
- Parque Shanghai (Penha);
- Bradesco (Penha);
- Paróquia Bom Jesus da Penha;
- Supermercado Inter - Rede Unno (Penha);
- Leopoldina Shopping (Penha);
- Penha Shopping;
- Supermercados Guanabara (Penha);
- Igreja Universal do Reino de Deus (Penha);
- McDonald's (Penha);
- Subway (Penha);
- Colégio e Escola Técnica Silva e Souza (Penha);
- Parque Ary Barroso (Penha Circular);
- UPA 24 horas (Penha Circular);
- Arena Carioca Dicró (Penha Circular);
- Colégio Meira Lima (Penha Circular);
- Clinica da Família (Penha Circular);
- Drogaria Pacheco  (Praça do Carmo - Penha Circular);
- Supermercado Extra  (Praça do Carmo - Penha Circular);
- Colégio Atenas (Penha Circular);
- Restaurante e Lanchonete Du'Dudu (Penha Circular);
- China in Box (Vila da Penha);
- Dalmu's Churrascaria (Vila da Penha);
- Igreja Presbiteriana da Vila da Penha;
- Churrascaria e Pizzaria Estrela dos Pampas (Vila da Penha);
- Mundo Verde (Vila da Penha);
- Subway (Largo do Bicão - Vila da Penha);
- McDonald's (Largo do Bicão - Vila da Penha);
- Drogaria Pacheco  (Largo do Bicão - Vila da Penha);
- Assembleia de Deus Vitória em Cristo (Vila da Penha);
- Escola Municipal Grécia (Brás de Pina);
- Colégio Futuro Vip (Vila da Penha);
- Universidade Santa Úrsula (Vila da Penha);
- Prezunic Supermercados (Vista Alegre);
- Barril 8000 (Pólo Gastronômico de Vista Alegre);
- Igreja Universal do Reino de Deus (Vista Alegre);
- Espetto Carioca (Pólo Gastronômico de Vista Alegre);
- Sushi da Praça (Pólo Gastronômico de Vista Alegre);
- Tablô Café e Bistrô (Pólo Gastronômico de Vista Alegre);
- Bar do Adão (Pólo Gastronômico de Vista Alegre);
- Restaurante Nova Riviera (Pólo Gastronômico de Vista Alegre);
- Bar Brasil 500 (Pólo Gastronômico de Vista Alegre);
- Restaurante Los Cabrones Mexicano (Pólo Gastronômico de Vista Alegre);
- Choperia Jacques (Pólo Gastronômico de Vista Alegre);
- Colégio e Curso FATOR (Vista Alegre);
- Toca do Pastel (Pólo Gastronômico de Vista Alegre);
- Pizzaria Maria Fumaça (Pólo Gastronômico de Vista Alegre);
- Lanchonete Trio Bar (Pólo Gastronômico de Vista Alegre);
- Tk Burguer House (Pólo Gastronômico de Vista Alegre);
- Bradesco (Vista Alegre);
- Itaú Unibanco (Vista Alegre);
- Igreja Batista Água Grande (Vista Alegre);
- Mundo Verde (Vista Alegre);
- Churrascaria Toca do Boi (Pólo Gastronômico de Vista Alegre).